# Zale purpureobrunnea
Zale purpureobrunnea är en fjärilsart som beskrevs av Embrik Strand 1917. Zale purpureobrunnea ingår i släktet Zale och familjen nattflyn. Inga underarter finns listade i Catalogue of Life.